# 維生素原
維生素原（英文：provitamin或previtamin）是一種可以由人類轉換為維生素的物質。
若一個物質沒有維生素的活性（或只有少許的活性），但可以由人體的正常代謝程序轉換為有活性的維生素，就會稱為維生素原。

## 例子
- 維生素原A是β-胡萝卜素[2]，只有維生素A活性的1/6，但會由身體經由酵素轉換為維生素。有時會將β-胡萝卜素等視為維生素A的同效维生素（英语：vitamer）。
- 維生素原B5是泛醇，可以由人體轉換為維生素B5，也就是泛酸。
- 維生素原D2是麦角固醇，維生素原D3是7-脱氢胆甾醇（英语：7-dehydrocholesterol）[2]，這些可以透過紫外線轉換為維生素D[2]。人體自然會產生維生素原D3，维生素D不足是因為缺乏日曬，不是缺乏維生素原[3]。